# نهارين
كان المصطلح نهارين (بالإنجليزية: Naharin)‏ (كنقحرة: nhrn) المصطلح المصري القديم لمملكة ميتاني الحورية في بلاد الرافدين. خلال الأسرة المصرية الثامنة عشر للمملكة المصرية الحديثة. كانت الأسرة الثامنة عشر في صراع مع مملكة ميتاني للسيطرة على أجزاء من بلاد الرافدين منذ عهد تحتمس الأول، تحتمس الثالث، وأمنحتب الثاني. عقد الفرعون تحتمس الرابع، وهو ابن أمنحتب الثاني، السلام في النهاية مع الميتانيين. أصبحت العلاقات بين مصر ونهارين (ميتاني) سلمية منذ ذلك الوقت مع تقديم الكثير من الهدايا الدبلوماسية وفقًا للمراسلات المسجلة في رسائل تل العمارنة. تشير السجلات العسكرية للفرعون تحتمس الثالث إلى نهارين بعبارات صريحة . في العام الثالث والثلاثين من حكمه، سجل الفرعون تحتمس الثالث:
«سافر جلالة الملك شمالًا واستولى على البلدات ودمر مستوطنات ذلك العدو نهارين.»